# Odiham
Odiham är en stad och civil parish  i Hampshire i Storbritannien. Odiham har cirka 4 400 invånare. Odiham omnämns i Domesday Book (1086), med den nuvarande stavningen, även om stavningarna Odiam och Wudiham har använts sedan dess.
Johan av England lät bygga Odiham Castle mellan 1207 och 1214 eftersom det ligger mitt mellan Windsor Castle och Winchester. Den franske kungen Ludvig VIII belägrade Odiham Castle 1216. Henrik III (Johans son) gav Odiham Castle till sin syster Eleonor då hon gifte sig med Simon de Montfort. Han gjorde uppror mot kungen och dödades i slaget vid Evesham och Eleonor sändes i exil. David II av Skottland satt inspärrad i Odiham Castle i elva år.
Borgen beskrivs år 1605 som en ruin, vilket den är än idag.